# 해우 (기업)
주식회사 해우는 대한민국의 식음료업체로, 1984년 7월 1일부터 2006년 9월 30일까지 존재했던 대한민국의 과실 가공업체이다. 

## 연혁
- 1973년 - 해태식품공업(주) 설립, 과실가공사업 시작
- 1974년 - 해태제과공업(주) 음료사업부로 변경
- 1975년 - 100% 천연과즙 음료인 오렌지 주스 첫 선
- 1976년 - 과립탄산음료 <써니텐> 첫 선
- 1976년 - 100% 오렌지 주스의 대명사 <훼미리 주스> 첫 선
- 1982년 4월 - 미국 썬키스트 재배자 협동조합과 ‘썬키스트(Sunkist)’ 상표 사용 및 기술 지원 계약
- 1984년 - 고급 주스 음료 <Sunkist 훼미리 주스> / <Sunkist 오렌지 주스> 제품 출시
- 1984년 - 해태제과공업(주) 음료사업부에서 해태음료주식회사로 분사 독립
- 1987년 5월 - 대한민국 최초로 과실 음료에 대한 한국산업규격(KS) 표시허가 획득
- 2000년 - 음료사업부문을 평촌개발(주)에 매각, 상호를 (주)해우로 변경

## 같이 보기
- LG생활건강
- 해태htb